# Kofia

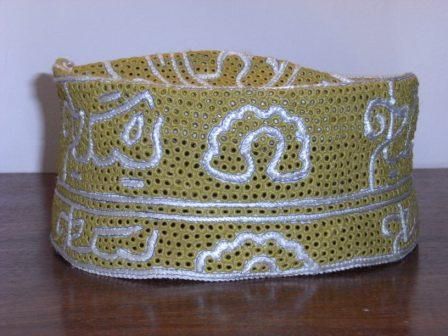
Traditionelle Kofia

Eine Kofia ist eine zylindrische Mütze. Bei einer traditionellen Kofia ist der Stoff gelocht, um so die Luftzirkulation zu unterstützen. Das Wort stammt aus dem Swahili und bedeutet dort „Hut“. Die Kofia ist vor allem im muslimischen Teil Ostafrikas verbreitet. Z. B. trug der erste Staatspräsident Kenias Jomo Kenyatta oft und gerne eine Kofia.
Wegen der engen historischen Verbindung zwischen Sansibar und Oman wird sie auch in diesem Teil der Arabischen Halbinsel getragen. Sie gilt dort als zwanglose Kopfbedeckung und ist für jeden Tag geeignet. Es existieren viele verschiedene Muster und Farben, so dass man selten zwei identische Kofia finden kann.
Zu formaleren Anlässen wie z. B. traditionellen Festen oder Familienfesten wird allerdings der Turban zur Dischdascha getragen (ähnlich wie in der westlichen Kultur eine Krawatte zum Anzug getragen wird). Zusätzlich wird dann auch das Khanjar angelegt.